# Житков, Борис Михайлович
Борис Михайлович Житков (1872—1943) — русский и советский зоолог, охотовед, биогеограф, путешественник, публицист. Исследователь Севера России, профессор Московского университета и Петровской сельскохозяйственной академии.

## Происхождение
Родился в обедневшей дворянской семье. У него было два старших брата и две младших сестры. Дед Житкова служил в артиллерии, участвовал в Отечественной войне 1812 года, был ранен в битве под Бородино, с русской армией вошёл в Париж и умер в чине генерал-майора в 1840 году. Отец Житкова, Михаил Иванович, военный инженер по образованию, отличился в Крымской войне 1853—1856 годов во время обороны Севастополя. Кузеном ему приходился В. П. Филатов. Жена Ирина была дочерью Ю. П. Бартенева.

## Биография
В 1882 году Б. М. Житков поступил и в 1886 году окончил Алатырскую мужскую прогимназию. Продолжив образование, в 1890 году окончил Нижегородский дворянский институт.
В 1890—1896 годах обучался на естественном отделении физико-математического факультета Московского университета. После его окончания был оставлен для подготовки к профессорскому званию на кафедре общей зоологии и морфологии животных, где работал сначала ассистентом, а затем приват-доцентом.
Ученик А. П. Богданова и А. А. Тихомирова.
Ещё в 1893 году, будучи студентом, Б. М. Житков побывал на Белом море. Подружившись с будущим известным учёным-охотоведом С. А. Бутурлиным, затем на протяжении многих лет участвовал с ним в совместных экспедициях, издавал труды.
С 1900 по 1913 годы совершил ряд экспедиций по европейскому и сибирскому Северу России, в дельте Волги, по Туркестану, Кавказу и в других регионах страны.
В 1900 году вместе с С. А. Бутурлиным изучал фауну на острове Колгуеве и архипелаге Новая Земля.
В 1902 и 1908 годах под руководством Б. М. Житкова были проведены крупные экспедиции Русского географического общества на полуострова Канин и Ямал.
В 1909 году выступал на Втором Всероссийском съезде охотников в Москве, отстаивая идеи природоохранения и доказывая необходимость значительного сокращения списка «вредных животных» в новом законопроекте об охоте.
Исследование экспедиции Б. М. Житкова, проведенной весной 1912 года в дельте реки Волга, позволили не только собрать обширный зоологический материал, но и способствовали тому, что местная астраханская общественность подняла вопрос о заповедании участков дельты. Весной 1919 года, опять же при поддержке Житкова и некоторых других зоологов был организован Астраханский заповедник.
В 1919—1921 годах Б. М. Житков жил в Алатыре как начальник Сурской экспедиции Народного комиссариата просвещения (Наркомпроса). Вместе со своим другом учёным-охотоведом и орнитологом С. А. Бутурлиным организовал здесь Алатырский институт природоведения (в 1921 преобразован в Алатырский педагогический техникум).
С 1921 года, по возвращении в Москву, Б. М. Житков по совместительству — профессор кафедры биологии лесных зверей и птиц Петровской сельхозакадемии (Тимирязевская академия), где ещё ранее (с 1912 по 1916 годы) он читал курс охотоведения.
В 1922 году Б. М. Житков основал биологическую промысловую станцию в Лосиноостровском опытном лесничестве — «Лосино-Погонном острове» (с 1946 года Всесоюзный НИИ охотничьего хозяйства), которой затем и заведовал.
Первые сотрудники биостанции — Б. А. Кузнецов, Н. П. Лавров, Е. П. Спангенберг, С. П. Наумов, А. Н. Формозов, Д. Н. Данилов, П. Б. Юргенсон, Н. К. Верещагин, С. С. Фолитарек, И. Ю. Житкова, С. Ф. Чиркова, В. Г. Стахровский, Н. П. Наумов, А. П. Разорёнова, С. В. Лобачёв, Д. М. Вяжлинский, Л. И. Гиршфельд, а также преподаватели МГУ и Смоленского университета В. Г. Гептнер, С. И. Огнёв, Г. Л. Граве, Я. П. Щелкановцев.
В том же 1922 году Б. М. Житков был одним из организаторов кружка любителей природы и охоты в Петровской сельхозакадемии. Тогда же, 30 июня, он подписал, в числе других ученых, записку «О нуждах охраны природы РСФСР», направленную на имя председателя ВЦИК М. Калинина, и оказавшую большое влияние на развитие природоохранного движения.
В марте 1923 года принимал участие в заседаниях секции охраны природы Всероссийской конференции по изучению естественных производительных сил страны, в 1929 году — стал членом президиума Всероссийского общества охраны природы. В 1920-х годах являлся одним из заместителей председателя Центрального бюро краеведения, также активно занимавшегося охраной природы. Много лет работал в Комитете Севера при Президиуме ВЦИК.
Б. М. Житкову принадлежат более десятка различных статей и книг по охране природы, опубликованных в основном до революции и в первые годы советской власти, и посвящённых охране птиц и пушных зверей. Многим поколениям биологов известны его научно-популярная книга «Перелёты птиц» и другие.
В 1928—1932 годах провёл акклиматизацию новых для фауны России видов пушных зверей — ондатры и нутрии.
В конце 1920-х годов началась идеологическая травля Б. М. Житкова и в 1931 году он ушёл из МГУ[уточнить]. В 1930-х годах им были написаны несколько работ по охране природы.
Во время Великой Отечественной войны, зимой 1943 года в Москве, пожилой профессор попал под бомбёжку, получил ранение и умер в больнице имени Склифосовского 2 апреля 1943 года.
Автор свыше 200 научных работ по вопросам физической и экономической географии, истории науки, биологии зверей и птиц, охотничьему хозяйству, звероводству, зоогеографии. Основные научные темы: теоретические основы акклиматизации пушных зверей, вопросы зоологического картографирования.

## Признание
- Награждён премией им. Н. М. Пржевальского Русского географического общества по результатам экспедиций 1900—1913 годов.

## Память
В 1972 году имя профессора Б. М. Житкова было присвоено Всесоюзному научно-исследовательскому Институту охотничьего хозяйства и звероводства (в связи с 50-летием со дня организации).

## Основные труды
- Материалы для орнитофауны Симбирской губернии. — 1906 (совм. с С. А. Бутурлиным).
- О промысле и охране птиц в дельте Волги. — СПб., 1914.
- Научные основы пушных стандартов. — М., 1925.
- О зоогеографическом исследовании промысловой фауны. — М., 1932.
- Систематика пушных зверей / с предисл. П. Ф. Гельмера. — Москва : Внешторгиздат, 1932. — 28 с.
- Житков Б. М. Акклиматизация животных и её хозяйственное значение. — М.; Л.: Биомедгиз, 1934. — 110 с.
- Житков Б. М. О зоогеографическом делении суши и зоологической картографии // Сборник памяти акад. М. А. Мензбира. — М.; Л.: Изд-во АН СССР, 1937. — С. 129—148.